# IC 63
IC 63, aussi nommée la nébuleuse du Fantôme ou du Fantôme de Cassiopée, est une nébuleuse en émission située dans la constellation de Cassiopée. Voisine d'IC 59 sur la sphère céleste, IC 63 constitue une portion de la nébuleuse de Gamma Cassiopeiae (γ Cassiopeiae).
IC 63 a été découverte par l'astronome allemand Max Wolf en 1893. Elle fut également observée indépendamment par l'astronome américain Edward Barnard le 2 février 1894.
Une affirmation selon laquelle l'astronome et ingénieur Isaac Roberts aurait découvert cette nébuleuse et sa voisine IC 59, semble s'appuyer sur une photographie de la région proche de γ Cassiopeiae, prise par Roberts le 17 janvier 1890. Cette photographie ne montre cependant aucune trace d'une quelconque nébulosité à proximité de l'étoile, et il n'existe aucune mention d'une telle nébulosité dans aucune publication de Roberts.
IC 63 est une nébuleuse diffuse très pâle et indistincte. C'est un objet difficile à voir car noyé sous un flot d'étoiles, étant située sur le parcours de la Voie lactée . Seuls de gros instruments optiques permettent de l'observer accompagnée d'IC 59, encore bien moins distincte.

## Galerie

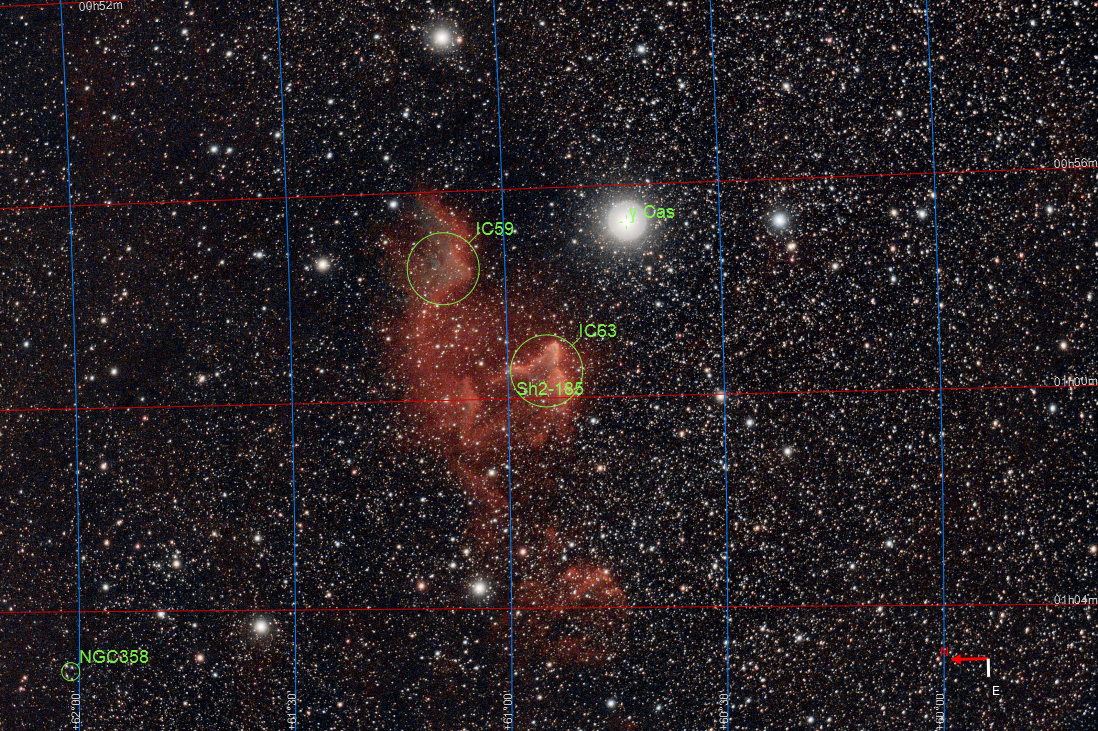
Localisation d'IC 63 et IC 59.
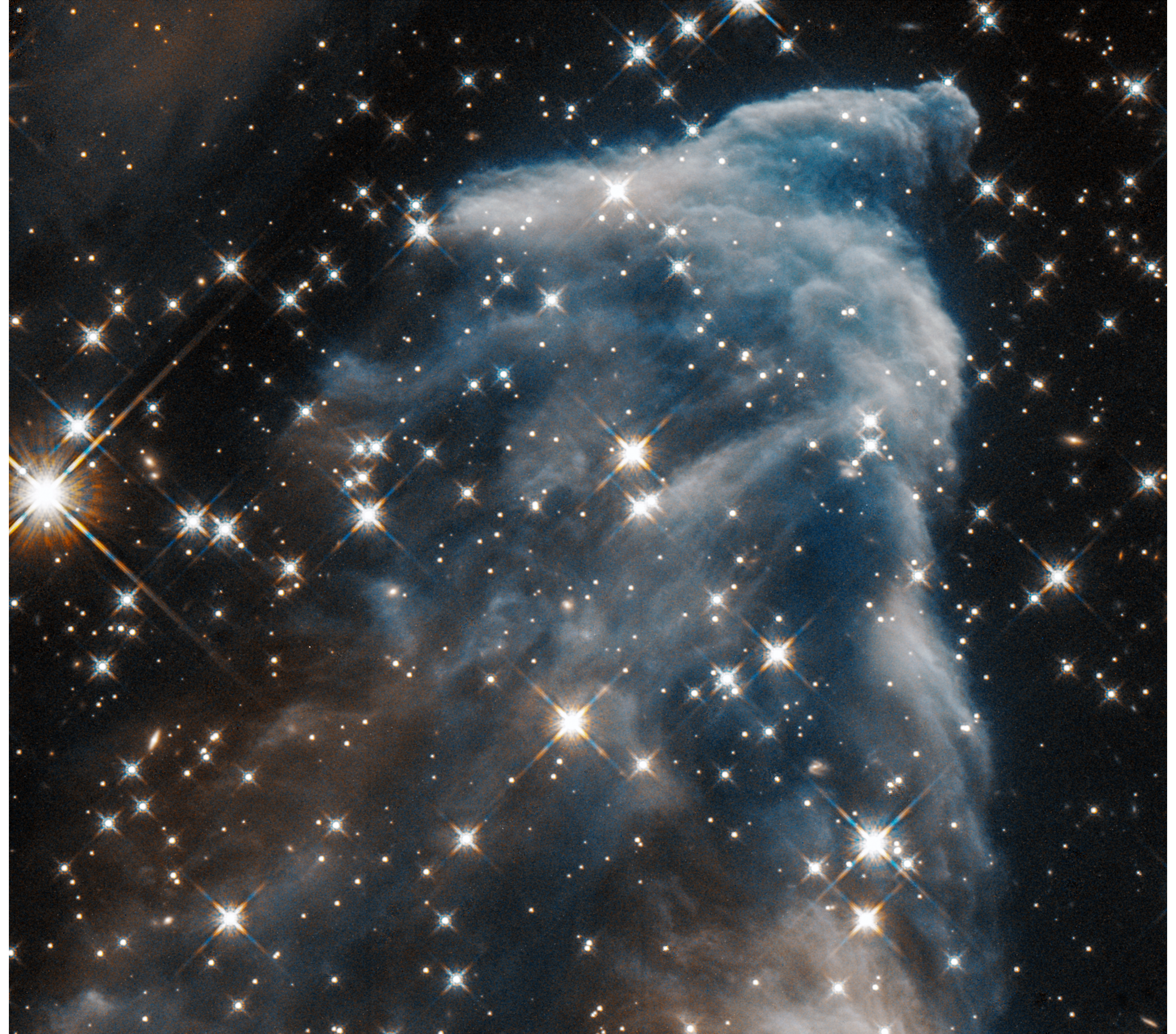
Détail d'IC 63 par le télescope spatial Hubble.